# Lilian Johansson
Anny Lilian Johansson, född 10 mars 1948 i Stockholm, är en svensk skådespelare.

## Tidiga år
Lilian Johansson fick sin första skådespelarutbildning vid Skara skolscen 1965-1966 och sökte efter det till scenskolan i Malmö, men blev inte antagen. Åter i Stockholm tog hon anställning som sufflös vid Marsyasteatern i Gamla stan. Snart blev hon erbjuden att medverka som skådespelare i ett par av teaterns uppsättningar.  
Hösten 1968 sökte hon och kom in vid Statens scenskola i Stockholm. Skolan som fortfarande var kvar i Dramatenhuset (där Dramatens elevskola tidigare höll till) flyttade året efter in i SF:s gamla lokaler i Råsunda. Rektor var då Niklas Brunius och bland lärarna fanns skådespelare som Ulla Sjöblom Allan Edwall och Björn Gustafson.

## Debut på film och teater
Johansson debuterade redan under elevtiden som filmskådespelare och fick direkt efter den sista elevuppvisningen på våren 1971 anbud både från Stockholms stadsteater och Riksteatern. På Vivica Bandlers anmodan och försäkran om framtida engagemang vid stadsteatern så föll valet till sist på Riksteatern där teaterchefen Hans Ullberg erbjöd henne rollen som Beatie i Arnold Weskers Rötter mot Gunn Wållgren. Föreställningen som hade premiär i november samma år blev en publikframgång och både Wållgren och Johansson prisades för sina insatser av en så gott som enig kritikerkår. Hon reste därefter på flera turnéer med Riksteatern under den första halvan av 1970-talet.  
Sommaren 1976 gjorde hon Manuela i Parkteaterns uppsättning av Brechts Fru Carrars gevär med Monica Nielsen som Carrar.
Spelåret 1972-1973 ingick hon i den allra sista ensemblen på TV 1-teatern och gjorde bland annat Mjölkflickan i Spöksonaten och Dottern i Pelikanen, båda av August Strindberg. Hon medverkade också i ett par av Bernt Callenbos teveuppsättningar; Kalle Utter av August Blanche (1971). En annan minnesvärd insats i teve är serien Grabbarna i 57:an eller Musikaliska gänget (1978) efter ett folklustspel av Gideon Wahlberg med Arne Källerud, John Harryson, Sune Mangs och Inga Gill.

## Stockholms stadsteater
Precis som Vivica Bandler hade förutspått kom Lilian Johansson till Stockholms stadsteater och hennes första roll blev som Anna-Britta i Wärdshuset Haren och Vråken av Lars Forssell som hade urpremiär på stadsteaterns stora scen den 21/4-1978. Bland övriga medverkande Fred Åkerström (Fredman), Claire Wikholm (Ulla Winblad), Per Myrberg, Lars-Erik Berenett, Axell Axell, Lasse Pettersson, Ulf Brunnberg och Björn Gustafson som Bellman. 
Hon fick ett par år senare fast anställning och arbetade på Stockholms stadsteater till 2015 och bland hennes många roller kan nämnas Marianne i Keve Hjelms uppsättning av Molières Tartuffe, Irina i Tjechovs Tre systrar i regi av Otomar Krejca, Jenna i Demoner av Lars Norén, Adele i Landet utan gräns av Arthur Schnitzler, Drottningen i Strindbergs Gustav Vasa, Mrs Martin i Ionescos Den skalliga primadonnan, Polina i Tjechovs Måsen och Raksha och Gamen i Anders Mörk-Eidems uppsättning av Djungelboken.

## TV och Radio
Den bredare publiken känner henne kanske främst för rollen som Rosa Andrén i Beckfilmen Mannen med ikonerna (1996) men hon har också medverkat i teveserier som Träpatronerna, Goda grannar, Tre kronor, Skilda världar, Skärgårdsdoktorn och St. Mikael: Traumaenheten.
På Radioteatern har Johansson bland annat gjort titelrollen i Franz Xavier Kroetz pjäs Agnes Bernauer (1980) i regi av Göran O. Eriksson, den västtyska kvinnan Thea i Anders Carlbergs uppsättning Ritten till Wartburg med manus av Fredrika Roth med Maud Hansson, Lis Nilheim och Annika Kronberg och hon gjorde Magister Agneta i Johan Bogaeus Kustens pärla (1997).

## Filmografi
- 1969 – Konfrontation
- 1970 – Lyckliga skitar
- 1972 – Spöksonaten
- 1973 – Pelikanen
- 1975 – Figaros bröllop
- 1978 – Streber
- 1978 – Grabbarna i 57:an (TV-serie)
- 1982 – Trollkarlens pojke (TV-serie)
- 1984 – Träpatronerna (TV-serie)
- 1986 – På liv och död
- 1995 – Tre Kronor (TV-serie)
- 1995 – Anmäld försvunnen (TV-serie)
- 1996 – Vinterviken
- 1997 – Skilda världar (TV-serie)
- 1997 – Skärgårdsdoktorn (TV-serie)
- 1997 – Emma åklagare (TV-serie)
- 1997 – Beck – Mannen med ikonerna
- 1997 – Svensson Svensson – filmen
- 1999 – S:t Mikael (TV-serie)
- 2001 – Blå måndag
- 2009 – Emmas film

## Teater

### Roller (ej komplett)
| År   | Roll                             | Produktion | Regi                 | Teater                              |
| ---- | -------------------------------- | --- | -------------------- | ----------------------------------- |
| 1968 |                                  | Nattcafé Bengt Bratt | Kaj Ahnhem           | Marsyasteatern                      |
| 1971 | Beatie                           | Rötter (Roots) Arnold Wesker | Bertil Lundén        | Riksteatern                         |
| 1972 | Blonde                           | Ärkeänglar spelar inte falskt (Gli arcangeli non giocano al flipper) Dario Fo                                                       | Bertil Lundén        | Riksteatern                         |
| 1974 | Guldjan Fruktförsäljerskor Halta | Skälmen från Bokhara (Повесть о Ходже Насреддине) Leonid Solovjev                                                                   | Olle Pettersson      | Riksteatern                         |
| 1975 | Eva Forslund                     | Klimpen Reidar Jönsson | Per Siwe             | Riksteatern                         |
| 1976 | Manuela                          | Fru Carrars gevär (Die Gewehre der Frau Carrar) Bertolt Brecht                                                                      | Claes von Rettig     | Parkteatern, Stockholm              |
| 1978 | Anna-Britta, dottern             | Wärdshuset Haren och Vråken Lars Forssell                                                                                           | Fred Hjelm           | Stockholms stadsteater              |
| 1979 | Katja                            | Platonov Anton Tjechov | Otomar Krejča        | Stockholms stadsteater              |
| 1980 | Vera                             | Andjakten (Утиная охота) Alexander Vampilov                                                                                         | Gustaf Elander       | Stockholms stadsteater              |
| 1980 | Eva Berg                         | Hoppla, vi lever! (Hoppla, wir leben!) Ernst Toller                                                                                 | Fred Hjelm           | Stockholms stadsteater              |
| 1983 | Mariane                          | Tartuffe (Tartuffe, ou l'Imposteur) Molière                                                                                         | Keve Hjelm           | Stockholms stadsteater              |
| 1983 | Irina                            | Tre systrar (Три сeстры, Tri sestry) Anton Tjechov                                                                                  | Otomar Krejča        | Stockholms stadsteater              |
| 1984 | Jenna                            | Demoner Lars Norén | Carsten Brandt       | Stockholms stadsteater              |
| 1989 | Carla                            | Sex roller söker en författare (Sei personaggi in cerca d'autore) Luigi Pirandello                                                  | Johan Bergenstråhle  | Stockholms stadsteater              |
| 1991 | Signe                            | Minns du den stad Per Anders Fogelström                                                                                             | Johan Bergenstråhle  | Stockholms stadsteater              |
| 1992 | Adele                            | Landet utan gräns (Das weite Land) Arthur Schnitzler                                                                                | Jan Håkanson         | Stockholms stadsteater              |
| 1994 | Medverkan                        | Alla tiders kvinnor Kent Andersson, Aristofanes, Margaret Atwood, Iwa Boman, Bertolt Brecht, Anton Tjechov och Lena Söderblom m.fl. | Lena Söderblom       | Stockholms stadsteater              |
| 1994 | Drottningen                      | Gustav Vasa August Strindberg | Jan Håkansson        | Stockholms stadsteater              |
| 1995 |                                  | Jubileum (Юбилей, Jubilej) Anton Tjechov                                                                                            | Christer Banck       | Soppteatern, Stockholms stadsteater |
| 1998 | Gwenda Aaron                     | Makten och härligheten (The Absence of War) David Hare                                                                              | Benny Fredriksson    | Stockholms stadsteater              |
| 1999 | Kristina Gyllenstierna           | Stockholmsblod Olov Svedelid och Kalle Sörnäs                                                                                       | Peter Harryson       | Stockholms stadsteater              |
| 1999 | Mrs Martin                       | Den skalliga primadonnan (La cantatrice chauve) Eugène Ionesco                                                                      | Med Reventberg       | Stockholms stadsteater              |
| 2001 |                                  | Slutet gott! Allting gott? (All's Well That Ends Well) William Shakespeare                                                          | Pontus Plaenge       | Shakespeare på Gräsgården           |
| 2003 | Tieras mamma En ensam gumma      | Kalevala Elias Lönnrot | Lars Rudolfsson      | Stockholms stadsteater              |
| 2004 | Modern                           | Din stund på jorden Vilhelm Moberg                                                                                                  | Leif Stinnerbom      | Stockholms stadsteater              |
| 2006 | Asta Ulla-Britt                  | Jösses flickor – Återkomsten Malin Axelsson                                                                                         | Maria Löfgren        | Stockholms stadsteater              |
| 2006 | Madame de Volanges               | Farliga förbindelser (Dangerous Liasions) Christopher Hampton                                                                       | Linus Tunström       | Stockholms stadsteater              |
| 2007 | Raksha Gam 1                     | Djungelboken Alexander Mørk-Eidem efter Rudyard Kiplings roman                                                                      | Alexander Mørk-Eidem | Stockholms stadsteater              |
| 2009 | Polina                           | Måsen (Чайка, Tjajka) Anton Tjechov                                                                                                 | Jan Håkansson        | Stockholms stadsteater              |
| 2010 | Andre Piloten                    | Aniara Harry Martinson | Lars Rudolfsson      | Stockholms stadsteater              |
| 2012 | Isabella Bird                    | Top Girls Caryl Churchill | Olof Hanson          | Stockholms stadsteater              |
| 2013 | Eva-Lena Hastig                  | Stulna juveler Kristina Lugn | Åsa Kalmár           | Stockholms stadstear                |
| 2014 | Raksha Gam 1                     | Djungelboken Alexander Mørk-Eidem efter Rudyard Kiplings roman                                                                      | Alexander Mørk-Eidem | Stockholms stadsteater              |

## Radioteater (ej komplett)

### Roller (ej komplett)
| År   | Roll           | Produktion                         | Regi             |
| ---- | -------------- | ---------------------------------- | ---------------- |
| 1979 | Marie          | Dvärgens ögon Birgitta Stenberg    | Jörgen Cederberg |
| 1980 | Agnes Bernauer | Agnes Bernauer Franz Xaver Kroetz  | Göran O Eriksson |
| 1985 | Thea           | Ritten till Wartburg Fredrika Roth | Anders Carlberg  |